# Jade Kindar-Martin
Jade Kindar-Martin (Vermont, 16 de febrero de 1974) es un artista de circo y funambulista estadounidense, conocido por conseguir dos récords Guinness por sus hazañas sobre la cuerda floja, en 1997 y 2007 sin red de seguridad, y por su espectáculo de caminar sobre un alambre con fuego denominado: Fire Wire show.

## Trayectoria
Kindar-Martin aprendió a caminar por la cuerda floja a la edad de 14 años en un campamento de verano del Circus Smirkus, un circo juvenil con sede en Vermont. Después de graduarse de Champlain Valley Union High School en 1992, continuó sus estudios en artes circenses en Montreal, en la Ecole Nationale de Cirque y luego en el Centre National des Arts du Cirque en Châlons-en-Champagne, Francia. Estuvo bajo la tutela y tutoría del funambulista Rudy Omankowski Jr., hijo de "Papa Rudy" el maestro de Philippe Petit y octava generación de equilibristas. Petit fue uno de los funambulistas que inspiró su carrera y a quién conoció en su adolescencia a través de su autobiografía, On the High Wire.
Luego, comenzó a trabajar con el acróbata francés con Didier Pasquette, con quien realizó giras por todo el mundo, además de presentar su propio tipo de espectáculo de cuerda floja con su compañía "Camion Funambule". En los seis años que actuaron juntos, ambos se hicieron igualmente conocidos por sus acrobacias en bicicleta altamente técnicas y sus caminatas aéreas.
Kindar-Martin y Pasquette, realizaron el 14 de septiembre de 1997, una caminata aérea simultánea en direcciones opuestas realizada a la altura más alta sobre el río Támesis en Londres, que estableció un récord mundial para el Libro Guinness, caminando sobre un cable de acero a 46 metros de altura por uno de sus tramos más anchos, 300 metros, y cruzarse en la mitad del trayecto pasando uno sobre el otro.
En 1999, Kindar-Martin fue contratado por el Cirque du Soleil para el espectáculo, La Nouba, en Orlando, donde actuó hasta enero de 2004. En verano de ese año, se casó con la también acróbata del Cirque du Soleil, Karine Mauffrey,en lo alto del aire sobre un alambre tendido sobre los terrenos del Castillo de Chantilly en Francia.
En el verano de 2005, se unió a The Flying Wallendas, siendo el único no familiar que formó parte de la compañía y actuó en el espectáculo "7 Man Pyramid" (en español, Pirámide de los Siete Hombres).
En mayo de 2007, en Seúl, compitió en el 1st World High Wire Championships,  junto con otros 18 caminantes de la cuerda floja de todo el mundo, sobre una cuerda de un kilómetro de longitud sobre el cruce más rápido del río Han. Con un tiempo de 0:11:35.54, ganó la medalla de bronce, a 13 segundos del primer lugar. Al completar la caminata, todos los que lograron cruzar ahora también comparten un nuevo récord mundial Guinness por la caminata más larga por la cuerda floja.
En 2008 fue invitado a actuar en Madrid dentro de la programación del evento anual Noche en Blanco, su espectáculo consistía en caminar sobre la cuerda floja para cruzar la calle Alcalá, recorriendo la distancia que separa los edificios del Instituto Cervantes y el Círculo de Bellas Artes, sobre un cable a más de 35 metros de altura, hazaña que tuvo que cancelarse debido a las condiciones del viento.
Fue el doble de riesgo y de los números circenses del actor Joseph Gordon-Levitt y asesor técnico en The Walk, película de 2015 dirigida por Robert Zemeckis, que llevó la hazaña del funambulista Philippe Petit de caminar sobre el alambre, de manera no autorizada, entre las dos torres del World Trade Center de Nueva York en 1974.
Con motivo del nombramiento de Bristol como Capital Verde Europea 2015, se realizó el espectáculo Bridging the Gap, dirigido por el Cirque Bijou, cuyo concepto simbolizaba como las intenciones se convierten en realidad y que consistía en la actuación de Kindar-Martin cruzando con una bicicleta sobre una cuerda floja de más de 100 metros de largo, con su esposa, Mauffrey, colgada debajo haciendo números de trapecio a unos 27 metros de altura.
En 2022, participó en America's Got Talent: Extreme, donde terminó como finalista, tras caminar sin red ni cuerdas de seguridad sobre un cable en llamas. Ese mismo año apareció como doble de riesgo de la serie de televisión Interview with the Vampire. Un año más tarde, en 2023, participó en la película de Emma Tammi: Five Nigths at Freddy's, como la voz de Bonnie.